# Myrna Bustani
Myrna Emile Bustani (Beirute, 20 de dezembro de 1937) é uma empresária libanesa, filantropa, socialite e ex-parlamentar. Filha de Emile Bustani, ela foi a primeira mulher a servir no parlamento libanês (1963-1964) depois que assumiu a representação da cadeira de seu pai no parlamento após morte dele em 1963. Bustani é uma grande contribuidora de eventos culturais no Líbano e uma patronesse das artes. Ela é presidente do Festival Internacional de Al Bustan no Líbano.

## Biografia

### Primeiros anos
Myrna Bustani nasceu em Beirute em 20 de dezembro de 1937, filha de Emile e Laura Bustani. Seus pais namoraram no Grand Hotel em Beit Mery durante a década de 1930, antes do casamento. Emille anos mais tarde compraria em leilão o mesmo edifício, que mais tarde seria transformado no hotel Al Bustan. Seu pai, Emile Bustani, chefiou a maior empresa de engenharia e empreiteiras do mundo árabe e foi um destacado estadista libanês. Laura, mãe de Bustani, era uma talentosa cantora de coro e pianista e incutiu em Myrna uma paixão por composições clássicas. Laura Bustani levava seus dois filhos para ver concertos freqüentemente em Beirute durante a juventude.

### Formação
Myrna Bustani frequentou o Collège Protestant Français e, além disso, por 10 anos recebeu aulas formais de piano em Beirute. Bustani frequentou uma escola de aperfeiçoamento em Londres e concluiu seu treinamento lá em 1954. Ela estudou na Universidade de Lyon, na França, onde se formou em 1958 com o bacharelado em psicologia. Além de seu árabe libanês nativo, Bustani também é fluente em francês e inglês.

## Filantropia
Em 1985, ela fundou o Seminário Emile Bustani Middle East na alma mater americana de seu pai, o MIT, para homenagear sua memória e buscar sua devoção ao ensino superior e à paz na região. Bustani é membro do Conselho de Curadores da AUB desde 1979.

### Patronesse das Artes
Em 2007, de acordo com uma entrevista que ela deu para a Bespoke Magazine (publicação online), ela descreveu sua maior vocação é a luta para revitalizar e educar seus conterrâneos céticos sobre sinfonias e sonatas, apesar da instabilidade econômica desenfreada, assassinatos políticos e agitação geral.
Em 1993, ela montou o Festival Al Bustan. Desde que foi lançado o festival já recebeu centenas de músicos e performers locais e internacionais.